# Kresy dolny i górny

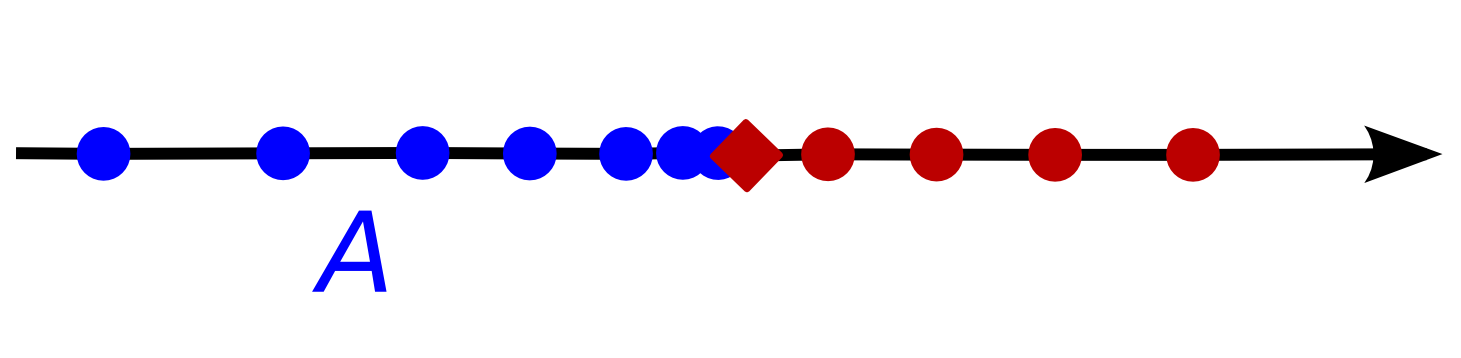
Czerwony romb jest supremum niebieskiego zbioru

Kres (kraniec) dolny, infimum (łac. infimus „najniższy”) oraz kres (kraniec) górny, supremum (łac. supremus „najwyższy”) – pojęcia oznaczające odpowiednio: największe z ograniczeń dolnych oraz najmniejsze z ograniczeń górnych danego zbioru, o ile takie istnieją. Pojęcia te można określić w dowolnych zbiorach częściowo uporządkowanych, najczęściej jednak oba te terminy są używane w odniesieniu do zbiorów liczbowych.

## Kresy w zbiorze liczb rzeczywistych

### Definicje
Niech {\displaystyle A\subseteq \mathbb {R} } będzie niepustym podzbiorem.
Ograniczeniem górnym (majorantą) zbioru {\displaystyle A} nazywamy liczbę {\displaystyle s\in \mathbb {R} } spełniającą:
{\displaystyle s\geqslant a} dla wszystkich elementów {\displaystyle a\in A.}
Analogicznie ograniczeniem dolnym (minorantą) zbioru nazywamy liczbę niewiększą od wszystkich liczb tego zbioru.
Kresem górnym zbioru {\displaystyle A} nazywamy najmniejsze z górnych ograniczeń tego zbioru, tj. liczbę {\displaystyle s\in \mathbb {R} } spełniającą:
- {\displaystyle s} jest ograniczeniem górnym zbioru {\displaystyle A;}
- jeśli {\displaystyle s'\in \mathbb {R} } jest ograniczeniem górnym zbioru {\displaystyle A,} to {\displaystyle s\leqslant s'.}

Analogicznie kresem dolnym zbioru nazywamy największe ograniczenie dolne tego zbioru.
Kres górny zbioru {\displaystyle A} oznaczamy {\displaystyle \sup(A),} kres dolny {\displaystyle \inf(A).}
Zapisy {\displaystyle \inf(A)=-\infty } oraz {\displaystyle \sup(A)=\infty } oznaczają, że {\displaystyle A} jest nieograniczony odpowiednio z dołu lub z góry (zob. rozszerzony zbiór liczb rzeczywistych).

### Własności
- Każdy niepusty podzbiór {\displaystyle \mathbb {R} } ograniczony z góry ma kres górny, a ograniczony z dołu ma kres dolny. Tę własność nazywa się zupełnością zbioru liczb rzeczywistych (zob. aksjomat ciągłości).
- Jeżeli w danym zbiorze istnieje liczba największa, to jest ona jego kresem górnym. Analogicznie, jeżeli istnieje liczba najmniejsza, to jest ona jego kresem dolnym.
- Przypuśćmy, że {\displaystyle A\subseteq \mathbb {R} } jest niepustym zbiorem oraz {\displaystyle s\in \mathbb {R} ,} wówczas
{\displaystyle s=\sup(A)} wtedy i tylko wtedy, gdy {\displaystyle \forall _{a\in A}\;a\leqslant s} oraz {\displaystyle \forall _{\varepsilon >0}\;\exists _{a\in A}\;a>s-\varepsilon ;}
{\displaystyle s=\inf(A)} wtedy i tylko wtedy, gdy {\displaystyle \forall _{a\in A}\;a\geqslant s} oraz {\displaystyle \forall _{\varepsilon >0}\;\exists _{a\in A}\;s+\varepsilon >a.}
- Jeżeli {\displaystyle A\subseteq \mathbb {R} } oraz oznaczymy {\displaystyle -A:=\{x\in \mathbb {R} :-x\in A\},} to:
{\displaystyle \inf(-A)=-\sup(A),}
{\displaystyle \sup(-A)=-\inf(A).}

### Przykłady
- Niech {\displaystyle A=[0,3].} Wówczas:

{\displaystyle \inf(A)=0,} ponieważ 0 jest najmniejszą liczbą zbioru A.
{\displaystyle \sup(A)=3,} ponieważ 3 jest największą liczbą zbioru A.
- Niech {\displaystyle B=(0,3).} Wówczas:

{\displaystyle \inf(B)=0,} bo 0 jest dolnym ograniczeniem zbioru B, ale żadna liczba większa od 0 takim ograniczeniem nie jest.
{\displaystyle \sup(B)=3,} bo 3 jest górnym ograniczeniem zbioru B, ale żadna liczba mniejsza od 3 takim ograniczeniem nie jest.
- Niech {\displaystyle C=\{0,1,3\}.} Wówczas podobnie jak dla zbioru {\displaystyle A,} {\displaystyle \inf(C)=0} oraz {\displaystyle \sup(C)=3.}
- Niech {\displaystyle D=\{{\tfrac {1}{2}},{\tfrac {2}{3}},{\tfrac {3}{4}},{\tfrac {4}{5}},{\tfrac {5}{6}},\dots \}.} Wówczas:

{\displaystyle \sup(D)=1,} gdyż 1 jest górnym ograniczeniem D, a jednocześnie żadna liczba mniejsza od 1 takim ograniczeniem nie jest.
- Niech {\displaystyle E=\emptyset .} Wówczas:

{\displaystyle \inf(E)=\infty ,\quad \sup(E)=-\infty ,}  bowiem każda liczba jest ograniczeniem zarówno dolnym, jak i górnym zbioru E.

## Kresy w zbiorach częściowo uporządkowanych
Pojęcia kresu dolnego i kresu górnego są zdefiniowane jedynie przy użyciu porządku, dlatego mogą być zdefiniowane w ogólniejszych strukturach.

### Definicje
Niech {\displaystyle (X,\sqsubseteq )} będzie zbiorem częściowo uporządkowanym i niech {\displaystyle A\subseteq X.} Wówczas definiujemy następujące elementy wyróżnione:
Element {\displaystyle s\in X} nazywamy ograniczeniem górnym (majorantą) zbioru {\displaystyle A,} jeśli:
{\displaystyle \forall _{a\in A}\;a\sqsubseteq s.}
Element {\displaystyle s\in X} nazywamy ograniczeniem dolnym (minorantą) zbioru {\displaystyle A,} jeśli:
{\displaystyle \forall _{a\in A}\;s\sqsubseteq a.}
Element {\displaystyle s\in X} jest kresem górnym (supremum) zbioru {\displaystyle A,} jeśli {\displaystyle s} jest elementem najmniejszym w zbiorze wszystkich ograniczeń górnych {\displaystyle A,} tzn.
{\displaystyle s} jest ograniczeniem górnym zbioru {\displaystyle A;}
jeśli {\displaystyle s'\in X} jest ograniczeniem górnym zbioru {\displaystyle A,} to {\displaystyle s\sqsubseteq s'.}
Element {\displaystyle s\in X} jest kresem dolnym (infimum) zbioru {\displaystyle A,} jeśli {\displaystyle s} jest elementem największym w zbiorze wszystkich ograniczeń dolnych {\displaystyle A,} tzn.
{\displaystyle s} jest ograniczeniem dolnym zbioru {\displaystyle A;}
jeśli {\displaystyle s'\in X} jest ograniczeniem dolnym zbioru {\displaystyle A,} to {\displaystyle s'\sqsubseteq s.}
Jeśli każdy niepusty ograniczony z góry podzbiór {\displaystyle X} ma kres górny, to porządek {\displaystyle (X,\sqsubseteq )} nazywa się zupełnym.

### Własności
- Każdy element zbioru {\displaystyle X} jest zarówno ograniczeniem dolnym, jak i ograniczeniem górnym zbioru pustego. Zatem kres dolny zbioru pustego musi być największym elementem zbioru {\displaystyle X,} a kres górny zbioru pustego – najmniejszym elementem zbioru {\displaystyle X} (o ile takie istnieją w zbiorze {\displaystyle X}).
- Każdy podzbiór zbioru częściowo uporządkowanego może mieć co najwyżej jeden kres dolny i jeden kres górny. Dlatego też oznaczenia {\displaystyle \inf(A)} i {\displaystyle \sup(A)} odpowiednio dla kresu dolnego i kresu górnego zbioru {\displaystyle A} są jednoznaczne.
- Jeśli {\displaystyle (X,\sqsubseteq )} jest porządkiem liniowym, to istnieje zupełny porządek liniowy {\displaystyle (Y,\leqslant )} taki że {\displaystyle X\subseteq Y} i obcięcie {\displaystyle \leqslant \upharpoonright X} zgadza się z {\displaystyle \sqsubseteq ,} oraz {\displaystyle X} jest gęstym podzbiorem {\displaystyle Y.} Porządek {\displaystyle (Y,\leqslant )} jest jedyny z dokładnością do izomorfizmu.
- Jeśli {\displaystyle (X,\sqsubseteq )} jest zupełnym porządkiem liniowym (tzn. każdy ograniczony niepusty podzbiór {\displaystyle X} ma kres górny), to każdy ograniczony z dołu niepusty podzbiór {\displaystyle X} ma kres dolny.

### Przykłady
- Kres górny zbioru nie musi istnieć. Na przykład jeśli rozważymy zbiór liczb wymiernych {\displaystyle \mathbb {Q} } z porządkiem naturalnym i zbiór {\displaystyle A=\{q\in \mathbb {Q} :q^{2}<2\},} to nie ma żadnej liczby wymiernej która byłaby kresem dolnym, ani żadnej liczby wymiernej która byłaby kresem górnym.
Ten sam zbiór jako podzbiór liczb rzeczywistych ma postać {\displaystyle (-{\sqrt {2}},{\sqrt {2}})\cap \mathbb {Q} } i ma oba kresy.
- Niech {\displaystyle X=(1,2)\cup (3,4)} będzie zbiorem liczb rzeczywistych z naturalnym porządkiem. Wówczas podzbiór {\displaystyle (1,2)} nie ma w zbiorze {\displaystyle X} kresu górnego, bowiem {\displaystyle (3,4)} jest zbiorem wszystkich górnych ograniczeń zbioru {\displaystyle (1,2),} ale nie ma w nim najmniejszego ograniczenia. Analogicznie podzbiór {\displaystyle (3,4)} nie ma w zbiorze {\displaystyle X} kresu dolnego.
- Niech {\displaystyle X=(1,2]\cup (3,4]} będzie zbiorem liczb rzeczywistych z naturalnym porządkiem. Wówczas podzbiór {\displaystyle (1,2]} ma w zbiorze {\displaystyle X} kres górny {\displaystyle 2,} podzbiór {\displaystyle (3,4]} ma w zbiorze {\displaystyle X} kres dolny {\displaystyle 2.}
- Niech {\displaystyle (\mathbb {B} ,+,\cdot ,\sim ,0,1)} będzie algebrą Boole’a i niech {\displaystyle \leqslant } będzie porządkiem boole’owskim na {\displaystyle \mathbb {B} } (tzn. dla {\displaystyle a\leqslant b} wtedy i tylko wtedy, gdy {\displaystyle a\cdot b=a}).
  - Kres górny niepustego zbioru {\displaystyle A\subseteq \mathbb {B} } (jeśli istnieje) jest oznaczany przez {\displaystyle \sum A} i bywa nazywany sumą zbioru {\displaystyle A}. Algebry w których każdy zbiór ma kres górny (tzn. takie dla których porządek boole’owski {\displaystyle \leqslant } jest zupełny) są nazywane zupełnymi algebrami Boole’a. Algebry zupełne są szczególnie ważne w teorii forsingu.
  - Kres dolny niepustego zbioru {\displaystyle A\subseteq \mathbb {B} } (jeśli istnieje) jest oznaczany przez {\displaystyle \prod A} i bywa nazywany produktem (iloczynem) zbioru {\displaystyle A}. Następujące dwa stwierdzenia są równoważne dla algebry Boole’a {\displaystyle \mathbb {B} {:}}
każdy niepusty podzbiór {\displaystyle \mathbb {B} } ma kres górny (tzn. sumę),
każdy niepusty podzbiór {\displaystyle \mathbb {B} } ma kres dolny (tzn. produkt).
  - Warto też zauważyć, że (zakładając istnienie odpowiednich kresów, np. zupełność algebry), jeśli {\displaystyle \varnothing \neq A\subseteq \mathbb {B} ,} to
{\displaystyle \sum A=\sim \prod \{\sim a:a\in A\}} oraz {\displaystyle \prod A=\sim \sum \{\sim a:a\in A\}.}